# Lasioglossum coeruleum
Lasioglossum coeruleum är en biart som först beskrevs av Robertson 1893. Den ingår i släktet smalbin och familjen vägbin. Inga underarter finns listade i Catalogue of Life. Arten lever i Kanada och USA.

## Beskrivning
Huvudet och mellankroppen är blåa, hos hanen och ibland även honan med inslag av grönt eller, endast hos honan, metalliskt gult. Clypeus är svartbrun på den övre tredjedelen. Antennerna är mörkbruna, undersidan på de yttre delarna är dock gulbrun hos hanen. Benen är bruna; honan har rödaktiga fötter på de fyra bakre benen, medan hanen har alla fötterna brungula. Vingarna är halvgenomskinliga med rödbruna ribbor och vingfästen. Tergiterna  på bakkroppen är blågröna, sterniterna bruna. Både tergiter och sterniter har rödbruna bakkanter. Behåringen är vitaktig och tämligen gles; hanen kan dock ha något kraftigare behåring i ansiktet under ögonen. Som de flesta smalbin är arten liten; honan har en kroppslängd på drygt 5 till 7 mm och en framvingelängd på omkring 5 mm; motsvarande mått hos hanen är nästan 7 mm för kroppslängden och omkring 5 mm för framvingelängden.

## Utbredning
Arten förekommer i Kanada och USA från Ontario och Quebec i Kanada, över Wisconsin, Michigan och Maine i USA västerut till Kansas samt söderut till Texas och Georgia. Arten är inte speciellt vanlig.

## Ekologi
Lasioglossum coeruleum är polylektisk, den flyger till blommande växter från många familjer, som rosväxter, flockblommiga växter, korsblommiga växter, ranunkelväxter, korgblommiga växter, ärtväxter, himmelsblomsväxter, kransblommiga växter, ripsväxter, strävbladiga växter, källörtsväxter och vinruteväxter. Aktivitetsperioden varar från april till oktober.
Arten är primitivt social, en del döttrar stannar kvar i boet och hjälper som mor att föda upp avkomman. Boet inrättas i murket trä. Endast de parade unghonorna övervintrar.